# Twentyfive
Twentyfive är ett samlingsalbum av George Michael från 2006, som släpptes för att fira hans 25 år långa musikkarriär..

## Låtar

### Disc 1: For Living
1. Everything She Wants - Wham! (6:33)
2. Wake Me Up Before You Go-Go - Wham! (3:52)
3. Freedom - Wham! (5:20)
4. Faith (3:15)
5. Too Funky (3:46)
6. Fastlove (5:28)
7. Freedom! '90 (6:30)
8. Spinning the Wheel (6:09)
9. Outside (4:44)
10. As - med Mary J. Blige (4:43)
11. Freeek! (4:32)
12. Shoot the Dog (5:08)
13. Amazing (4:25)
14. Flawless (Go to the City) (4:50)
15. An Easier Affair (4:38)

### Disc 2: For Loving
1. Careless Whisper (5:04)
2. Last Christmas - Wham! (4:27)
3. A Different Corner (4:03)
4. Father Figure (5:40)
5. One More Try (5:53)
6. Praying for Time (4:41)
7. Heal the Pain med Paul McCartney (4:43)
8. Don't Let the Sun Go Down on Me med Elton John (5:48)
9. Jesus to a Child (6:50)
10. Older (5:34)
11. Round Here (5:55)
12. You Have Been Loved (5:28)
13. John and Elvis Are Dead (4:23)
14. This Is Not Real Love med Mutya (4:56)

### Disc 3: For The Loyal (begränsad utgåva)
1. Understand
2. Precious box
3. Roxanne
4. Fantasy
5. Cars and Trains
6. Patience
7. You Know that I Want To
8. My Mother Had a Brother
9. If You Were There - Wham!
10. Safe
11. American Angel
12. My Baby Just Cares For Me
13. Brother Can You Spare Me A Dime?
14. Please Send Me Someone (Anselmo's Song)
15. Through